# Samota

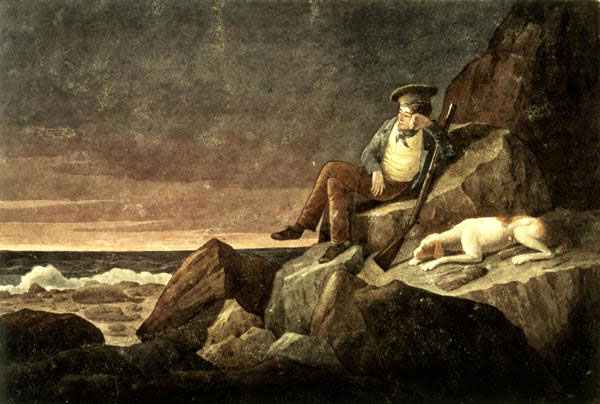
Umělecká představa samoty (Augustus Earle, 1824)

Samota či izolace je objektivní stav jedince, který nemá dostatek kontaktů s jinými lidmi a uniká tak ze svého sociálního prostředí. Jedinec se může uchylovat do samoty z různých důvodů:
- dobrovolně (načerpat síly, přemýšlet bez vyrušování)
- pod tlakem vnějších sil, přesto však vlastním rozhodnutím (v důsledku obav)
- zcela nedobrovolně, pod tlakem vnějších okolností (kvůli nehodě nebo konání jiných osob)

Se samotou je často zaměňována osamělost, jež je však subjektivním emočním stavem jedince, který, často v reakci na samotu, zažívá mocnou touhu po kontaktu s jinou osobou nebo jinými lidmi.